# ジーニー・バス
ジーニー・マリー・バス  (Jeanie Marie Buss 1961年9月26日 - )は、アメリカ合衆国・カリフォルニア州生まれのスポーツエグゼクティブである。全米バスケットボール協会（NBA）のロサンゼルス・レイカーズのオーナーである。父親はジェリー・バス。

## プロとしてのキャリア

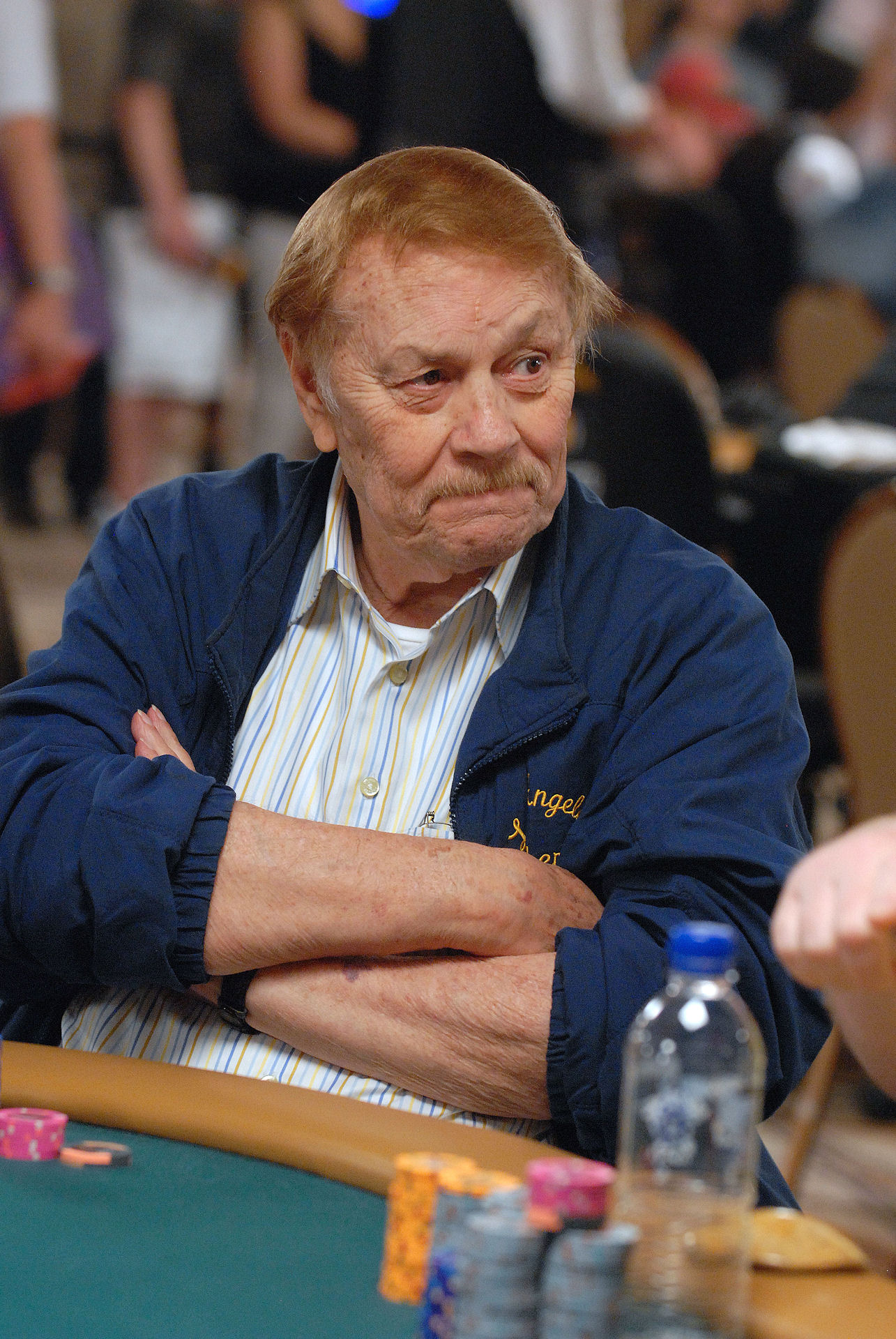
バスの父親であるジェリーは、19歳のときにロサンゼルスストリングスのゼネラルマネージャーに任命された。

## 出版物
- Buss, Jeanie; Springer, Steve (2010). Laker Girl. Triumph Books. ISBN 9781600785115Buss, Jeanie; Springer, Steve (2010). Laker Girl. Triumph Books. ISBN 9781600785115 Buss, Jeanie; Springer, Steve (2010). Laker Girl. Triumph Books. ISBN 9781600785115